# 1980
1980(천구백팔십)은 1979보다 크고 1981보다 작은 자연수다.

## 수학
- 합성수로, 그 약수는 총 36개다.[a]
  - 1980의 진약수의 합은 4572이므로, 1980은 과잉수다.
- {\displaystyle 1980=44\times 45}
  - 연속하는 두 자연수의 곱으로 나타낼 수 있으며, 이 성질을 지닌 앞의 수는 1892, 다음 수는 2070이다.

## 과학
- NGC 1980(영어판): 오리온자리 방향에 있는 산개성단.

## 문화유산
- 대한민국의 보물 제1980호: 김정희 필 침계

## 작품
- 《갤럭티카 1980(영어판)》(1980): 미국의 SF 텔레비전 시리즈.
- 《1980》(2024): 대한민국의 역사 영화.

## 기타
- 연도: 1980년, 기원전 1980년
- 1980년대